# Oljka
Oljka (znanstveno ime Olea), imenovana tudi oliva, je rod dreves iz družine oljkovk ali njihov plod. Oljka je manjše drevo, ki izhaja iz vzhodnega Sredozemlja (Sirija, Mala Azija, severni Iran, jug Kaspijskega jezera). V predklasični Grčiji so bile oljke glavni kmetijski proizvod, kar je povzročilo razširitev oljkarstva na zahodno Sredozemlje. Oljke dobro uspevajo na sredozemski apnenčasti zemlji.
Na Slovenskem uspevata dve podvrsti: divja oljka (Olea europea oleaster) in gojena oljka (Olea europea sativa). Divja oljka raste v Istri, navadno oljko pa predvsem gojijo, čeprav raste tudi v divjini. Divja oljka je manjša in ima manjše plodove.
Oljka je pomembna tudi v farmaciji in kozmetiki in daje dve vrsti drog: liste (Oleae folium) in olje (Olivae oleum).

## Gojenje in uporaba
Plodovi oljke - oljke (tudi olive) se že od antičnih časov uporabljajo za pridobivanje oljčnega olja, ter kot hrana in zdravilno olje.
Zaradi trpkega okusa so jih često fermentirali ali jih namakali v slanici. Danes ne vemo natančno, kdaj so oljke začeli prvič namensko gojiti. Omenjajo jih že v Svetem pismu in v starih pesnitvah.
Oljke gojijo danes poleg v Sredozemlju tudi v južni Afriki, Avstraliji, na Novi Zelandijiin v Kaliforniji.

### Uporaba v zdravilstvu
V zeliščarstvu naj bi čaj iz posušenih ali svežih oljčnih listov pomagal zniževati krvni tlak in krvni sladkor. Oljčno olje se uporablja kot blago odvajalno sredstvo za otroke in slabotne bolnike. Za masažo se lahko uporablja oljčno olje v katerem so bila namočena razna zelišča, kot sta npr. šentjanževka in rožmarin ter vsebujejo dišavna olja. V cvetnem zdravljenju je Bachov cvetni pripravek Oljka narejen iz oljčnih cvetov (Olea europaea) in se uporablja pri telesni in duševni izčrpanosti.

## Oljka v mitologiji
Oljka naj bi bila zelo zanimivo drevo tudi zato, ker je opisana v veliko mitih ter legendah. Zibelka evropske civilizacije je Stara Grčija in znano je, da naj bi bila prav ona eden izmed prvih krajev, kjer so našli oljčno drevo.
Mitološki nastanek mesta Aten naj bi bil zalo tesno povezan z oljko. Za »kralja« oziroma »kraljico« Aten sta se v spopadu pomerila Pozejdon, znan kot bog morja, ter boginja Minerva znana kot zaveznica obrtnikov. Na oblast je uspelo priti boginji Minervi  zato, ker naj bi po ljudskem izročilu prav ona dala ter ustvarila oljčno drevo. Celemu ljudstvu se je to zdelo imenitno darilo. Kasneje so Antična ljudstva (Rimljani ter Grki) spletali vence narejene iz zimzelenih listov oljke za različne priložnosti npr. podarili so ga zmagovalcu olimpijskih iger). Drugi mit pa pravi, da je vladarica Aten postala boginja modrosti Atena, ker naj bi tako kakor Minerva posvetila oljčno drevo grškemu narodu. V Stari Grčiji pa naj bi bila oljka tako cenjena, da je poleg umora veljal za najhujši zločin posek oljčnega drevesa. Največja ter najbolj prestižna nagrada na olimpijskih igrah je veljala amfora napolnjena z oljem oljk. Ko je prišlo obdobje Rimskega imperija, so Rimljani nadaljevali z grško tradicijo ter niso zmanjšali pomena in učinkovitosti oljčnega olja.

### Oljka in oljčno olje v krščanstvu
V Sloveniji in Istri oljčno drevo od nekdaj velja za blagoslovljeno drevo. Najbolj znana je najverjetneje »cvetna nedelja«, (nedelja pred veliko nočjo), ko gredo ljudje z oljčnimi vejicami v cerkev. Pri kristjanih je oljka ohranila prav posebno mesto. Zgodba iz Svetega pisma pripoveduje, da je svet zajela velikanska poplava. Po njej naj bi umrli vsi ljudje, razen Noeta in njegove družine, ker so po božjem navodilu zgradili veliko ladjo, kamor so sprejeli tudi vse vrste živali. Ko se je strahovito neurje umirilo, naj bi Noe izpustil golobico in po nekaj dneh naj bi se golobica srečno vrnila na ladjo, z oljčno vejico v svojem kljunu. V svetopisemski zgodbi je tako golobica z oljčno vejico prispodoba zaveze, ki jo je Bog sklenil z ljudmi, hkrati pa je simbol miru. V krščanskih cerkvah oljčnemu olju pravijo sveto olje, ker ga uporabljajo ob posvetitvah duhovnikov, pri krstu in pri maziljenju močno bolnih in umirajočih.